# پرتاب دیسک
پرتاب دیسک (به انگلیسی: Discus throw) یکی از رشته‌های پرتابیِ دو و میدانی است که در آن پرتاب‌کنندگان باید وسیله‌ای به نام دیسک را به بیشترین مسافت نسبت به رقبای خود پرتاب کنند. این ورزش سابقه‌ای حدوداً پنج‌هزارساله دارد.

## قوانین
بدنهٔ دیسک باید جامد یا توخالی باشد و از جنس چوب یا مادهٔ مناسب دیگری با لبه‌ای از فلز و به‌شکل دایرهٔ کامل و قرص‌مانند (به‌شکل عدس) ساخته شود. لبهٔ دیسک باید کاملاً گرد و شعاع آن ۶ میلی‌متر باشد. ضخامت دیسک در قسمت وسط بیشتر است و باید در حدود ۴۴ تا ۴۶ میلی‌متر باشد. وزن دیسک برای مردان ۲ کیلوگرم و قطر آن حداکثر ۲۲۱ و حداقل ۲۱۹ میلی‌متر، و برای زنان ۱ کیلوگرم و قطر آن حداکثر ۱۸۲ و حداقل ۱۸۰ میلی‌متر است. دیسک‌ها باید طوری ساخته شوند که همواره دارای حالت تعادل باشند و دو طرف آنها متقارن باشد.
نحوهٔ پرتاب دیسک از دایره‌ای به قطر ۲٫۵ متر که داخل یک قفس ساخته شده و تنها با حلقه‌ای از آهن ــ که معمولاً با رنگ سفید رنگ‌آمیزی شده و به‌شکل دایره درآمده‌است ــ تشکیل می‌شود. کف دایره باید از جنس سختی مانند سیمان یا آسفالت باشد و نباید خیلی صاف باشد به‌طوری‌که پرتاب‌کننده روی آن سُر بخورد. کفِ کاملاً مسطحِ دایره باید در حدود ۱۴ تا ۲۶ میلی‌متر پایین‌تر از لبهٔ بالاییِ حلقهٔ آهنی باشد.
ناحیهٔ فرود پرتاب دیسک محدوده‌ای با قِطاعِ ۴۰ درجه است که با دو خط یا نوار ۵سانتی‌متری مشخص می‌شود. این محل باید خاک نرم یا چمن باشد تا از شکسته شدن دیسک‌های پرتاب‌شده جلوگیری کند. برای تعیین قطاع ناحیهٔ فرود (۴۰ درجه)، از مرکز دایره ضلعی به‌طول ۲۰ متر به‌عنوان یک طرف قطاع ترسیم کنید، سپس ضلع دوم قطاع را طوری ترسیم کنید که فاصلهٔ دو ضلع به‌طول ۲۰ متر از مرکز دایره، ۱۳٫۶۸ متر شود و سپس این دو خط را امتداد دهید تا قطاع کامل یا ناحیهٔ فرود پرتاب دیسک به‌دست آید.

## رکوردهای جهان، آسیا و ایران
رکورد جهانیِ پرتاب دیسک مردان متعلق به میکولاس آلکنا لیتوانیایی به میزان ۷۴/۳۵ متر (۱۵ آوریل ۲۰۲۴، اوکلاهما، آمریکا) است.
رکورد المپیکی پرتاب دیسک مردان متعلق به روج استونا جامائیکایی به میزان ۷۰/۰۰ متر (۷ اوت ۲۰۲۴، پاریس ، فرانسه) است.
رکورد جهانیِ پرتاب دیسک زنان ازآنِ گابریِله راینْشِ آلمانی به میزان ۷۶٬۸۰ متر (۹ ژوئیهٔ ۱۹۸۸، نویبرندنبورگ، آلمان) است.
درضمن، رکورد مردانِ آسیا و ایران در اختیار احسان حدادی به میزان ۶۹٬۳۲ متر (۳ ژوئن ۲۰۰۸، تالین، استونی) است.

## برترین‌ها

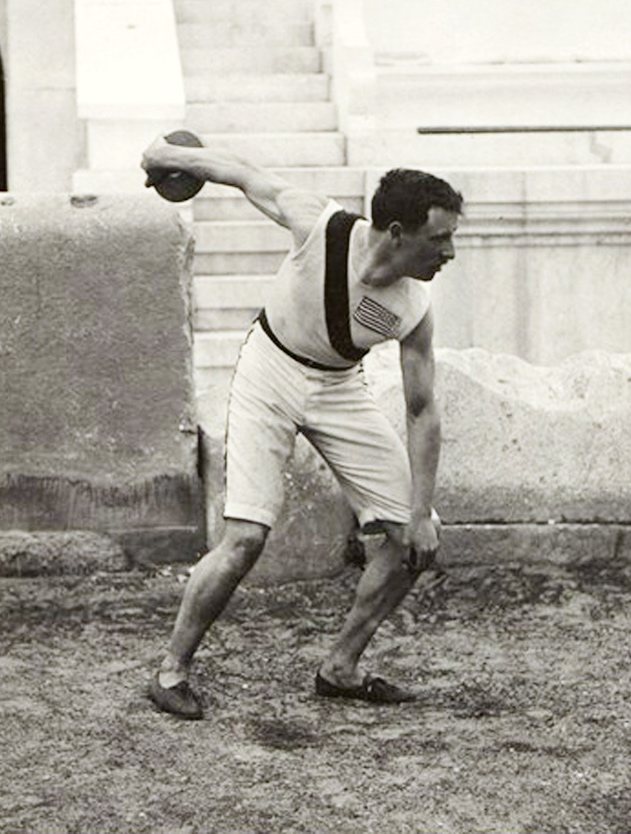
رابرت گرت در بازی‌های المپیک تابستانی ۱۸۹۶

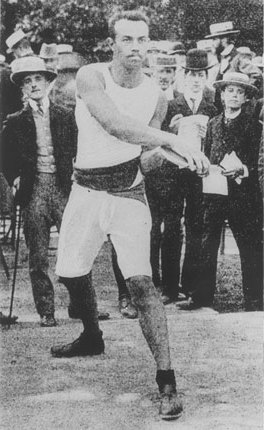
رودولف بوئر در بازی‌های المپیک تابستانی ۱۹۰۰

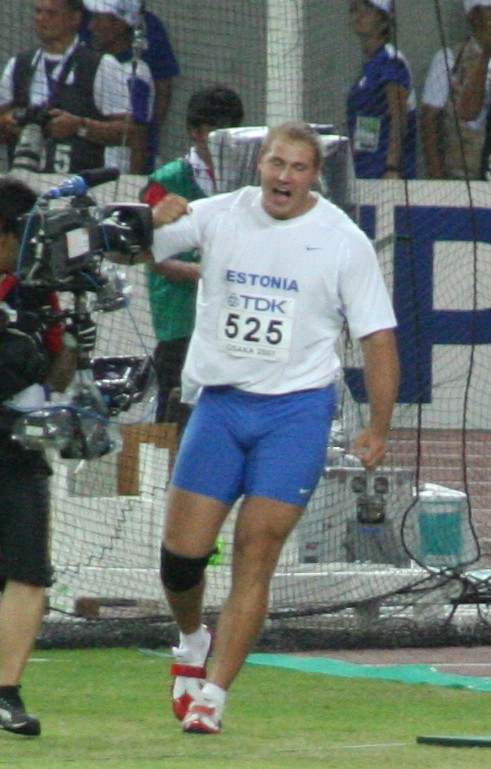
گرد کانتر در مسابقات اوزاکا

برپایهٔ رکوردهای تا ژوئیهٔ ۲۰۱۰ میلادی.

### مردان
| مسافت                         | ورزشکار                | محل برگزاری        | زمان           |
| ----------------------------- | ---------------------- | ------------------ | -------------- |
| ۷۴/۳۵ متر (۲۴۳ فوت ۱۱/۲ اینچ) | 🇱🇹 میکولاس آلکنا (LTU) | اوکلاهما           | ۱۵ آوریل ۲۰۲۴  |
| ۷۴٫۰۸ متر (۲۴۳ فوت ۰٫۵ اینچ)  | یورگن شولت (GDR)       | نویبرندنبورگ       | ۶ ژوئن ۱۹۸۶    |
| ۷۳٫۸۸ متر (۲۴۲ فوت ۴٫۷ اینچ)  | ویرجیلیوس آلکنا (LTU)  | کاوناس             | ۳ اوت ۲۰۰۰     |
| ۷۳٫۳۸ متر (۲۴۰ فوت ۹٫۰ اینچ)  | گرد کانتر (EST)        | هلسینگبورگ         | ۴ سپتامبر ۲۰۰۶ |
| ۷۱٫۸۶ متر (۲۳۵ فوت ۹٫۱ اینچ)  | Yuriy Dumchev (URS)    | مسکو               | ۲۹ مه ۱۹۸۳     |
| ۷۱٫۷۰ متر (۲۳۵ فوت ۲٫۸ اینچ)  | رابرت فازکاس (HUN)     | سمباتهی            | ۱۴ ژوئیه ۲۰۰۲  |
| ۷۱٫۵۰ متر (۲۳۴ فوت ۷٫۰ اینچ)  | لارس ریدل (GER)        | ویسبادن            | ۳ مه ۱۹۹۷      |
| ۷۱٫۳۲ متر (۲۳۳ فوت ۱۱٫۹ اینچ) | بن پلوکنت (USA)        | یوجین، اورگن       | ۴ ژوئن ۱۹۸۳    |
| ۷۱٫۲۶ متر (۲۳۳ فوت ۹٫۵ اینچ)  | جان پاول (USA)         | سان‌خوزه، کالیفرنیا | ۹ ژوئن ۱۹۸۴    |
| ۷۱٫۲۶ متر (۲۳۳ فوت ۹٫۵ اینچ)  | ریکارد بروخ (SWE)      | مالمو              | ۱۵ نوامبر ۱۹۸۴ |
| ۷۱٫۲۶ متر (۲۳۳ فوت ۹٫۵ اینچ)  | ایمریش بوگار (TCH)     | سان‌خوزه، کالیفرنیا | ۲۵ مه ۱۹۸۵     |

### زنان
| مسافت                         | ورزشکار                   | محل برگزاری  | زمان           |
| ----------------------------- | ------------------------- | ------------ | -------------- |
| ۷۶٫۸۰ متر (۲۵۱ فوت ۱۱٫۶ اینچ) | Gabriele Reinsch (GDR)    | نویبرندنبورگ | ۹ ژوئیه ۱۹۸۸   |
| ۷۴٫۵۶ متر (۲۴۴ فوت ۷٫۴ اینچ)  | Zdenka Šilhavá (TCH)      | نیترا        | ۲۶ اوت ۱۹۸۴    |
| ۷۴٫۵۶ متر (۲۴۴ فوت ۷٫۴ اینچ)  | Ilke Wyludda (GDR)        | نویبرندنبورگ | ۲۳ ژوئیه ۱۹۸۹  |
| ۷۴٫۰۸ متر (۲۴۳ فوت ۰٫۵ اینچ)  | Diana Sachse-Gansky (GDR) | کمنیتز       | ۲۰ ژوئن ۱۹۸۷   |
| ۷۳٫۸۴ متر (۲۴۲ فوت ۳٫۱ اینچ)  | Daniela Costian (ROU)     | بخارست       | ۳۰ آوریل ۱۹۸۸  |
| ۷۳٫۳۶ متر (۲۴۰ فوت ۸٫۲ اینچ)  | Irina Meszynski (GDR)     | پراگ         | ۱۷ اوت ۱۹۸۴    |
| ۷۳٫۲۸ متر (۲۴۰ فوت ۵٫۰ اینچ)  | Galina Savinkova (URS)    | دونتسک       | ۸ سپتامبر ۱۹۸۴ |
| ۷۳٫۲۳ متر (۲۴۰ فوت ۳٫۱ اینچ)  | Tsvetanka Khristova (BUL) | کازانلاک     | ۱۹ آوریل ۱۹۸۷  |
| ۷۳٫۱۰ متر (۲۳۹ فوت ۱۰٫۰ اینچ) | Gisela Beyer (GDR)        | برلین        | ۲۰ ژوئیه ۱۹۸۴  |
| ۷۲٫۹۲ متر (۲۳۹ فوت ۲٫۹ اینچ)  | مارتینا هلمن (GDR)        | پوتسدام      | ۲۰ اوت ۱۹۸۷    |